# Markéta Bádenská
Markéta Bádenská (1431 – 24. října 1457 Ansbach) byla rodem bádenská markraběnka a sňatkem braniborská markraběnka.

## Původ
Narodila se jako dcera bádenského markraběte Jakuba I. Bádenského a jeho manželky Kateřiny Lotrinské.

## Manželství, potomci
V roce 1446 se v Heilsbronnu provdala za braniborského markraběte Albrechta III. Achilla. Z jejich manželství vzešlo šest dětí, pouze čtyři se dožily dospělosti:
- Uršula (25. září 1450 – 25. listopadu 1508), ⚭ 1467 Jindřich I. starší z Minsterberka (15. května 1448 – 24. června 1498), kníže minsterberský, olešnický a hrabě kladský, třetí syn českého krále Jiřího z Poděbrad

- Alžběta (29. listopadu 1451 – 28. března 1524), ⚭ 1467 vévoda Eberhard II. Württemberský (1447–1504)

- Markéta (18. dubna 1453 – 27. dubna 1509), abatyše kláštera klarisek v Hofu
- Jan Cicero Braniborský (2. srpna 1455 – 9. ledna 1499), braniborský kurfiřt, ⚭ 1476 Markéta Saská (1449–1501)

Dva starší Markétini synové však zemřeli jako nemluvňata a jen třetí z nich, nejmladší ze všech šesti dětí, dosáhl dospělosti a stal se dědicem trůnu. Dcery nicméně všechny dosáhly věku na vdávání a Uršula a Anna byly provdány do blízkých panovnických rodů. Dcera Markéta však se po zasnoubení s falckrabětem Kašparem von Zweibrücken těžce roznemohla a jen těsně unikla smrti; po uzdravení pak, s otcovým souhlasem, vstoupila do kláštera v Hofu, kde se stala abatyší.

## Smrt
Markéta zemřela v Ansbachu roku 1457 ve věku 26 let, dva roky po narození svého posledního dítěte, záhy poté, co její manžel získal kromě markrabství Brandenburg-Ansbach rovněž markrabství Brandenburg-Kulmbach. Zemřela ještě předtím, než se její manžel stal braniborským kurfiřtem (1470), nikdy tedy nebyla braniborskou kurfiřtkou.
Již rok po její smrti se její manžel znovu oženil, a to s Annou Saskou, dcerou saského kurfiřta Fridricha II. a mělo s ní dalších třináct dětí.